# Onthophagus paulianellus
Onthophagus paulianellus là một loài bọ cánh cứng trong họ Bọ hung (Scarabaeidae).